# Мохаммед Бен Ахмед Абдельгані
Мохаммед Бен Ахмед Абдельгані (араб. محمد بن أحمد عبد الغني, 1927—22 вересня 1996) — алжирський політичний  та військовий діяч, прем'єр-міністр Алжиру з 8 березня 1979 до 22 січня 1984 від партії Фронт національного визволення за президентства Шадлі Бенджедіда. Підтримав переворот Хуарі Бумедьєна проти уряду Ахмеда Бен Белли (1965) та увійшов до Революційної ради. У 1974—1980 роках - міністр внутрішніх справ, у 1984-1988 роках - державний міністр.